# Reljan
Reljan (cyr. Рељан) – wieś w Serbii, w okręgu pczyńskim, w gminie Preševo. W 2002 roku liczyła 694 mieszkańców.